# وب‌پک
وب‌پک (webpack) بسته نرم‌افزاری متن‌باز جاوا اسکریپت است. این بسته در درجه اول برای جاوااسکریپت ساخته شده‌است، اما می‌تواند در سمت کاربر مانند اچ‌تی‌ام‌ال، سی‌اس‌اس و تصاویر تغییر ایجاد کند. وب‌پک ماژول‌های وابسته را می‌گیرد و درخواست‌های استاتیک نمایانگر آن ماژول‌ها را تولید می‌کند.
وب‌پک وابستگی‌ها را دریافت و یک نمودار وابستگی ایجاد می‌کند که به توسعه‌دهندگان وب اجازه می‌دهد از یک رویکرد ماژولار برای اهداف توسعه برنامه‌های وب خود استفاده کنند.